# Thị trấn Siewierz
Siewierz [ˈɕɛvʲɛʂ] (tiếng Đức: Sewerien) là một thị trấn ở Silesian Voivodeship ở Ba Lan.

## Lịch sử
Trong lịch sử, Sewerien được nhắc đến lần đầu tiên vào năm 1125, được quản lý bởi Castellan of Bytom. Năm 1177, Casimir II đã trao tặng Sewerien cho công tước Mieszko IV Tanglefoot của Silesia và Racibórz, cùng với công tước Bytom. Thị trấn đã trở thành một cơ ngơi của một người cai quản lâu đài riêng biệt vào đầu thế kỷ XIII. Năm 1241, quân Mông Cổ đốt cháy thành phố và san bằng pháo đài.
Năm 1276, Siewierz nhận được tình trạng thành phố. Vào ngày 26 tháng 2 năm 1289, trước cổng thành phố Siewierz, lực lượng đồng minh của Władysław I the Elbow-high, sau đó là Công tước của Kujawy và Mazovia, Quốc vương tương lai của Ba Lan, đánh bại quân đội của Henryk IV Probus, công tước của Wrocław và Krakow Henryk IV Probus chấp nhận chư hầu và sự bảo vệ từ vị vua của vùng Bohemian, Wenceslaus II. Ông là người đầu tiên Công tước Piast Silesian trở thành Bohemian chư hầu, dẫn đến sự sáp nhập Bohemian của hầu hết Silesia trong những năm tới.
Năm 1337, công tước Bytom đã bán Siewierz cho Kazimierz I, công tước của Cieszyn. Vào năm 1359, công tước của Teschen đã mua thành phố Sewer từ Bolko, Công tước widnica, chúa tể của Fürstenberg, với giá 2.500 điểm. Nhà vua Charles IV cho phép bán hàng cùng năm. Vào ngày 30 tháng 12 năm 1443, Zbigniew Oleśnicki, giám mục của Kraków, đã mua hệ thống thoát nước / Siewierz từ Wacław I của Teschen, người đang chìm trong nợ nần. Việc bán được thực hiện cho 6000 Prager Groschen. Các giám mục của Kraków trở thành công tước của Siewierz, công tước không phải là một phần của Ba Lan. Thành phố trở thành trụ sở của các giám mục Kraków, người cũng nhận được danh hiệu công tước xứ Siewierz. Họ cũng đã xây dựng một lâu đài ở Siewierz.
Năm 1790, gần với sự sụp đổ của Khối thịnh vượng chung Ba Lan - Litva, công tước giáo hội Siewierz được sáp nhập vào Vương quốc Ba Lan. Năm 1795, Sewerien, vì nó là một phần của Silesia và các vùng lân cận của nó đã bị Phổ sáp nhập vào tỉnh New Silesia mới (tiếng Đức: Neuschlesien), bởi phân vùng thứ ba của Ba Lan. Năm 1800, ghế của giám mục chuyển khỏi Sewerien.
Năm 1807, Napoléon đã tái tạo công tước Siewierz (Người bao vây) và trao nó cho Jean Lannes, sau khi Phổ buộc phải nhượng lại tất cả các vụ mua lại của mình từ phân vùng thứ 2 và 3 của Ba Lan. Sau thất bại của Napoléon, Siewierz được đưa vào Quốc hội Ba Lan, dưới sự cai trị của Hoàng đế Nga. Thành phố suy giảm liên tục, do thiếu ngành công nghiệp và truyền thông. Năm 1870, nó mất vị thế thành phố. Năm 1918, Siewierz trở thành một phần của Cộng hòa Ba Lan thứ hai, từ năm 1939 đến năm 1945 của Đức Quốc xã. Năm 1962 nó lấy lại được vị thế thành phố.